# Epidendrum hopfianum
Epidendrum hopfianum är en orkidéart som beskrevs av Rudolf Schlechter. Epidendrum hopfianum ingår i släktet Epidendrum och familjen orkidéer.
Artens utbredningsområde är Colombia. Inga underarter finns listade i Catalogue of Life.